# Amerykańskie okręty podwodne typu A
Okręty podwodne typu A – typ amerykańskich okrętów podwodnych wybudowanych w latach 1901–1903. Od 1903 roku do służby w marynarce amerykańskiej weszło siedem jednostek tego typu, na licencji amerykańskiej w Wielkiej Brytanii wybudowano także 13 podobnych jednostek w zmodyfikowanej wersji dla Royal Navy.

## Historia
Marynarka amerykańska zamówiła zestaw okrętów podwodnych konstrukcji światowego pioniera budowy okrętów tej klasy Johna Hollanda, poczynając od okrętów typu A. Pierwszą jednostką był „Plunger”, który stanowił powiększoną wersję USS „Holland” (SS-1) - pierwszego w pełni udanego okrętu Johna Hollanda. Rozwiązania konstrukcyjne, na których bazowały jednostki typu Plunger, były wynikiem jego 25-letniej pracy badawczo-konstrukcyjnej. Okręty początkowo były oznaczane jako typ Plunger, w 1911 roku zmieniono oficjalne oznaczenie całej serii na typ A. Stępki pod budowane okręty położono w latach 1900–1901. Jednostki wchodziły do służby w latach 1903–1904. Uzbrojenie składało się z jednej wyrzutni torpedowej z zapasem pięciu torped. Każda torpeda miała swój zbiornik wyrównawczy, który był napełniany wodą po jej wystrzeleniu.
Te niewielkie okręty służyć miały przede wszystkim do obrony portów. W 1909 roku sześć z siedmiu okrętów zostało wysłanych na Filipiny w celu obrony Manili.
Okręty typu Plunger w US Navy były wykorzystywane głównie w celach szkoleniowych. Z uwagi na ich ograniczone możliwości bojowe stacjonujące podczas I wojny światowej na Filipinach 3 okręty wykorzystywano jedynie w ograniczony sposób do celów patrolowych. Pierwszy okręt typu, USS „Plunger”, został wycofany ze służby 24 lutego 1913 r. Kolejne okręty zostały wycofane ze służby w latach 1919–1921. 5 z nich zatopiono jako okręty–cele, a dwa złomowano. Ostatnim dowódcą „Plungera” był późniejszy najwyższy wojskowy dowódca floty amerykańskiej (Chief of Naval Operations) Chester Nimitz.
Należąca do Johna Hollanda stocznia Electric Boat, która na początku XX wieku przeżywała kłopoty finansowe, sprzedała licencję na budowę okrętów typu Plunger Holandii, Japonii, Wielkiej Brytanii i Rosji. W sumie w 1905 roku na świecie służyło 25 okrętów zbudowanych na podstawie projektu typu Plunger.